# Saint-Pierre-Lavis
Saint-Pierre-Lavis è un comune francese di 183 abitanti situato nel dipartimento della Senna Marittima nella regione della Normandia.

## Società

### Evoluzione demografica
Abitanti censiti